# Velmistři a členové Rady velmistra Řádu Božího hrobu

## Aktuální složení rady velmistra
- velmistr: Fernando  kardinál Filoni
- velkopřevor: Pierbattista Pizzaballa, patriarcha jeruzalémský
- asesor: Tommaso Caputo
- generální místodržitel: Agostino Borromeo
- generální guvernér: Leonardo Visconti di Modrone
- generální viceguvernér (Severní Amerika): Thomas Pogge
- generální viceguvernér (Evropa): Jean–Pierre Marie de Glutz–Ruchti
- generální viceguvernér (Asie a Oceánie): John R. Secker
- generální viceguvernér (Střední a Jižní Amerika): Enric Mas
- kancléř: Alfredo Bastianelli
- pokladník: Saverio Petrillo
- ceremoniář: Adriano Paccanelli
- člen: Mary Currivan O'Brien
- člen: Flavio Rondinini
- člen: Nicholas McKenna
- člen: Leopoldo Torlonia
- člen: Dominique Neckebroeck
- člen: Vincenzo Buonomo
- člen: Michael Scott Feeley
- člen: Mariano Hugo Windisch–Graetz
- člen: Helene Lund
- člen: Bartholomew MacGettrick
- člen: Thomas R. Standish
- konzultor: Joseph E. Spinnato (není členem Rady)

## Seznam velmistrů Řádu Božího hrobu
- 1847–1872 Giuseppe Valerga, patriarcha jeruzalémský
- 1873–1889 Vincenzo Bracco, patriarcha jeruzalémský
- 1889–1905 Ludovico Piavi, patriarcha jeruzalémský
- 1906–1907 Filippo Camassei, patriarcha jeruzalémský a kardinál
- 1907–1914 papež Pius X.
- 1914–1922 papež Benedikt XV.
- 1922–1928 papež Pius XI.
- 1928–1947 Luigi Barlassina, patriarcha jeruzalémský
- 1949–1961 Nicola kardinál Canali, od roku 1940 protektor řádu
- 1962–1972 Eugène kardinál Tisserant
- 1972–1988 Maximilien kardinál de Fürstenberg
- 1988–1995 Giuseppe kardinál Caprio
- 1995–2007 Carlo kardinál Furno
- 2007–2011 John Patrick kardinál Foley
- 2011–2019 Edwin Frederick kardinál O'Brien
- od 2019 Fernando  kardinál Filoni

## Seznam generálních guvernérů Řádu Božího hrobu
- 1962–1965: markýz Mario Mocchi – s titulem referendář
- 1966–1969: Nicolo Rizzi – s titulem referendář
- 1969–1976: hrabě Francesco Castelvetri Cantutti – s titulem referendář
- 1976–1995?: kníže Paolo Enrico Massimo Lancellotti
- 1991–2004: hrabě Ludovico Carducci Artenisio
- 2004–2009: Pier Luigi Parola
- 2009–2017: hrabě Agostino Borromeo
- od 2017: Leonardo Visconti di Modrone

## Seznam generálních místodržících Řádu Božího hrobu
- 1995–2004: kníže Paolo Enrico Massimo Lancellotti, Řím
- 2004–2008: hrabě Ludovico Carducci Artenisio
- 2008–2011: hrabě Peter Wolff Metternich zur Gracht, Schloss Adelebsen
- 2011–2017: hrabě Giuseppe dalla Torre del Tempio di Sanguinetto, Řím
- 2017–dosud: hrabě Agostino Borromeo, Řím

## Seznam asesorů Řádu Božího hrobu
- Luigi del Gallo Roccagiovine
- 2001–2006: Andrea Cordero Lanza di Montezemolo
- 2007–2008: Edward Nowak
- 2008–2013: Giuseppe De Andrea
- 2013–2017: Antonio Franco
- 2017–2019: Giuseppe Lazzarotto
- od 2019: Tommaso Caputo